# 満済准后日記
『満済准后日記』（まんさいじゅごうにっき）は、室町時代前期の醍醐寺座主であった満済の日記。『法身院准后記』（ほっしんいんじゅごうき）とも。
記名は本来なく、いずれも後人の命名による。自筆本の大部分が現存し、応永18年（1411年）1月及び同20年（1413年）から同29年（1422年）までの巻子本11軸が国立国会図書館に、応永30年（1423年）から永享7年（1435年）までの冊子本38冊が醍醐寺三宝院に所蔵される（ともに重要文化財）他、1軸が東京大学史料編纂所に、1冊が京都大学に所蔵される。巻子本が当年の具注暦を用いて覚書のような簡略な記述を行うに留まる一方、冊子本が白紙や反故文書の紙背を用いて詳密な記事を残していることから、恐らく満済が日記を書いていく過程で、次第に記事が増えたために暦に書き切れず、途中から改めて冊子を用いることになったと推測される。
満済は将軍足利義持・義教の護持僧として近侍したので、初期には禳災祈祷の記事が多いが、やがて「黒衣の宰相」と称されるごとく幕政の枢密にも携わるようになると、幕府内外の政治･外交の機微に関わる記述が豊富となる。また、満済は将軍と管領以下の諸大名との意思疎通の役割を果たしていたため、守護大名の複雑な動向を窺う上で格好の史料である。当時の記録として貞成親王の『看聞日記』と双璧を成すが、彼が好奇心から噂話までも書き留めたのに対し、満済は情報を客観的に捉えようとし、直接関与・見聞したことにのみ記述を限定しようとする自制的な態度すら認められる。したがって、史料としての信憑性は極めて高いと言えよう。当代きっての学僧・文化人であるゆえに、将軍・朝廷から民衆に至るまでその見識は広く、室町前期の年中行事や世相・文化・思想を知る上でも欠かせない根本史料である。
刊本としては、『京都帝国大学文科大学叢書4』（全3冊）・『続群書類従補遺1』（全2冊）の2種が出版されており、後者の方が比較的普及しているものの、誤字･脱字がまま見られる。なお、冊子本には奉公衆の書状など840通余りの紙背文書があり、これらも『大日本古文書』醍醐寺文書別集（全3冊）として既刊である。